# Simaethula
Genre
Simaethula est un genre d'araignées aranéomorphes de la famille des Salticidae.

## Distribution
Les espèces de ce genre sont endémiques d'Australie.

## Liste des espèces
Selon World Spider Catalog (version 18.0, 17/05/2017) :
- Simaethula aurata (L. Koch, 1879)
- Simaethula auronitens (L. Koch, 1879)
- Simaethula chalcops Simon, 1909
- Simaethula janthina Simon, 1902
- Simaethula mutica Szombathy, 1915
- Simaethula opulenta (L. Koch, 1879)
- Simaethula violacea (L. Koch, 1879)

## Publication originale
- Simon, 1902 : Description d'arachnides nouveaux de la famille des Salticidae (Attidae) (suite). Annales de la Société Entomologique de Belgique, vol. 46, p. 24-56 & 363-406 (texte intégral).